# Romnalda ophiopogonoides
Romnalda ophiopogonoides là một loài thực vật có hoa trong họ Măng tây. Loài này được Conran, P.I.Forst. & Donnon mô tả khoa học đầu tiên năm 2008.